# Список полных кавалеров ордена Славы/Э
В настоящем списке представлены в алфавитном порядке все
Полные кавалеры ордена Славы, чьи фамилии начинаются с буквы «Э»
(всего 5 человек). Список содержит информацию о датах Указов о присвоении звания, дате рождения по
новому стилю и дате смерти.
| № п/п | Фото | Фамилия, Имя Отчество           | Дата Указа и номер ордена | Дата Указа и номер ордена | Дата Указа и номер ордена | Род войск  | Годы жизни              |  |
| № п/п | Фото | Фамилия, Имя Отчество           | 3 степень                 | 2 степень                 | 1 степень                 | Род войск  | Годы жизни              |  |
| ----- | ---- | ------------------------------- | ------------------------- | ------------------------- | ------------------------- | ---------- | ----------------------- |  |
| 2622  |      | Эльдаров, Сулейман Алескер оглы | 20.05.1944 №43159         | 21.10.1944 №8430          | 29.06.1945 №1326          | Артиллерия | 10.01.1922 — ??.??.1995 |  |
| 2623  |      | Энгиноев, Дуда Эдиевич          | 27.04.1944 №46959         | 16.10.1944 №4352          | 10.04.1944 №1810          | Пехота     | 25.06.1919 — 22.10.1979 |  |
| 2624  |      | Эпов, Пётр Георгиевич           | 09.08.1944 №48890         | 08.01.1945 №3647          | 19.04.1945 №878           | Артиллерия | 20.06.1920 — 27.05.1993 |  |
| 2625  |      | Эргашев, Юлдаш                  | 06.06.1944 №103184        | 14.12.1944 №36047         | 24.12.1971 №3170          | Пехота     | р. 05.09.1925           |  |
| 2626  |      | Эсаулов, Александр Михайлович   | 27.08.1944 №145450        | 07.03.1945 №15523         | 15.05.1946 №1184          | Артиллерия | 30.10.1921 — 28.06.1957 |  |